# دونالد برایان
دونالد برایان (انگلیسی: Donald Brian؛ ۱۷ فوریه ۱۸۷۷ – December 22, 1948 (aged 71)) بازیگر سینما و تلویزیون و آهنگساز اهل کانادا بود. وی بین سال‌های ۱۸۹۹ تا ۱۹۳۹ میلادی فعالیت می‌کرد.
از فیلم‌ها یا برنامه‌های تلویزیونی که وی در آن نقش داشته‌است می‌توان به قاچاقچیان اشاره کرد.